# Calopteryx japonica
Calopteryx japonica – gatunek ważki z rodzaju Calopteryx należącego do rodziny świteziankowatych.
Dorosłe samce tego gatunku mają ciemnoniebieskie skrzydła, a samice i niewybarwione samce brązowe. Za barwę ciemnoniebieską odpowiada wysokie stężenie melaniny w błonach skrzydłowych oraz wielowarstwowa, chitynowo-melaninowa struktura żyłek ich skrzydeł.
Ważka palearktyczna, znana z wschodniej Syberii, środkowych i północnych Chin, Korei i Japonii.